# August Velhagen
August Velhagen (* 4. Oktober 1809 in Quernheim; † 22. September 1891 in Bielefeld) war ein deutscher Verleger.

## Leben
Velhagen, Sohn eines Stiftamtmannes, machte eine Buchhändlerlehre bei J.D. Sauerländer in Frankfurt am Main. 1833 gründete er in Bielefeld eine Verlagsbuchhandlung, die er seit 1835 gemeinsam mit August Klasing unter dem Namen Velhagen & Klasing leitete. 